# خلیج گلندژیک
خلیج گلندژیک (روسی: Геленджикская бухта) یک خلیج در کرانه دریای سیاه و در سرزمین کراسنودار روسیه است.

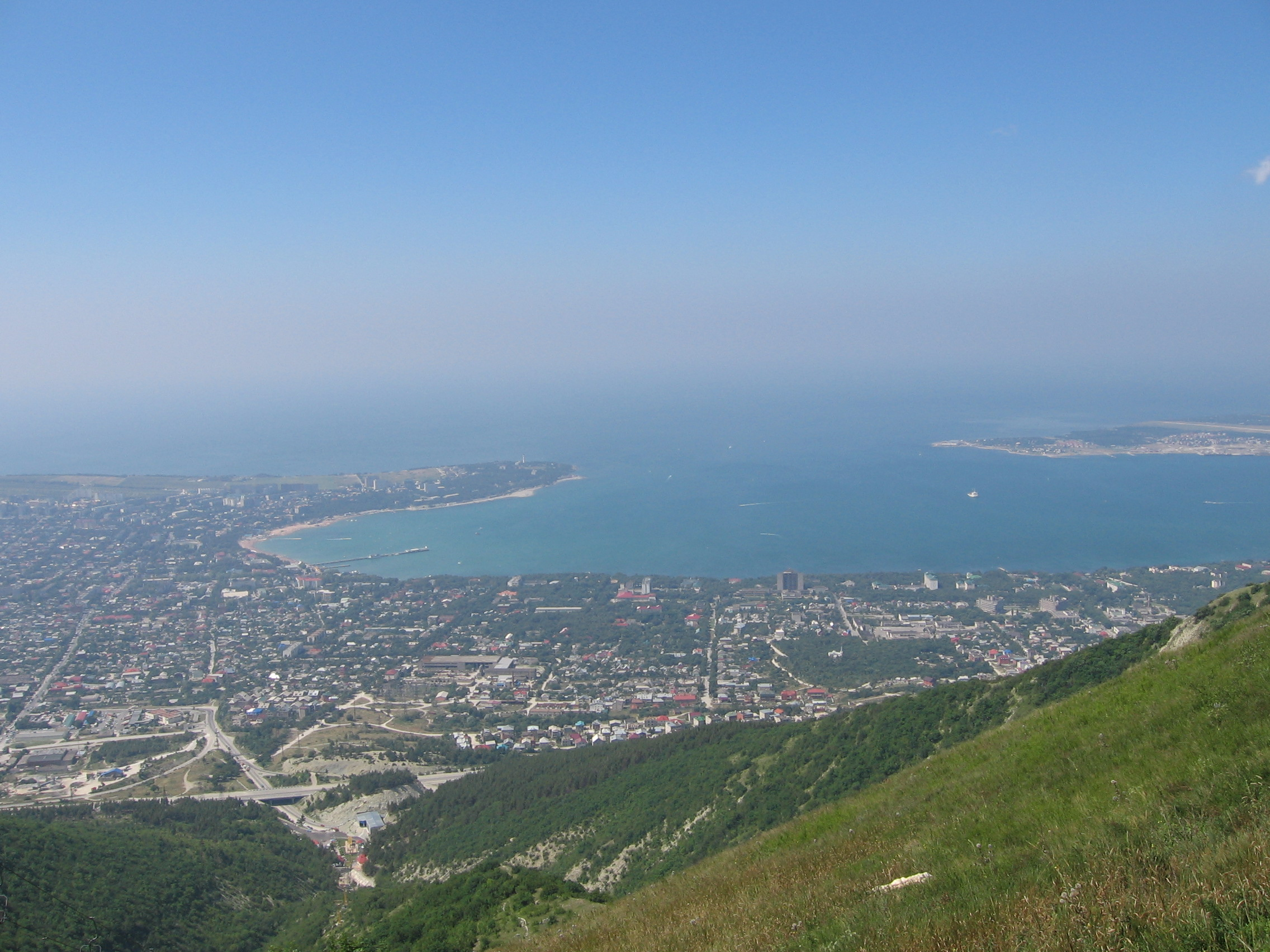
نمایی از خلیج گلندژیک